# Luchthaven Huambo
Luchthaven Huambo (IATA: NOV, ICAO: FNHU) is een publieke luchthaven ten zuidwesten gelegen van Huambo, Angola. In koloniale tijden werd de luchthaven Nova Lisboa genoemd.

## Luchtvaartmaatschappijen en Bestemmingen
- Diexim Expresso - Luanda
- TAAG Angola Airlines - Catumbela, Luanda, Lubango, Menongue, Ongiva